# Калинино (Липецкая область)
Калинино — село в Задонском районе Липецкой области России. Входит в состав Скорняковского сельского поселения.

## Географическое положение
Село расположено на Среднерусской возвышенности, в центральной части Липецкой области, в северной части Задонского района, к востоку от реки Дон. Расстояние до районного центра (города Задонска) — 35 км. Абсолютная высота — 173 метра над уровнем моря. Ближайшие населённые пункты — село Тростяное, деревня Рогачёвка, деревня Куйманы, село Ивово, деревня Спасское-Чириково, деревня Обедище, деревня Фаустово, деревня Гагарино. К югу от села проходит участок пути Липецк — Елец Юго-Восточной железной дороги.

## Население
| 1859 | 1897 | 2010 |
| ---- | ---- | ---- |
| 663  | ↗878 | ↘99  |

По данным Всероссийской переписи, в 2010 году численность населения села составляла 99 человек (46 мужчин и 53 женщины).

## Улицы
Уличная сеть села состоит из 5 улиц.